# Zanthoxylum rhetsa

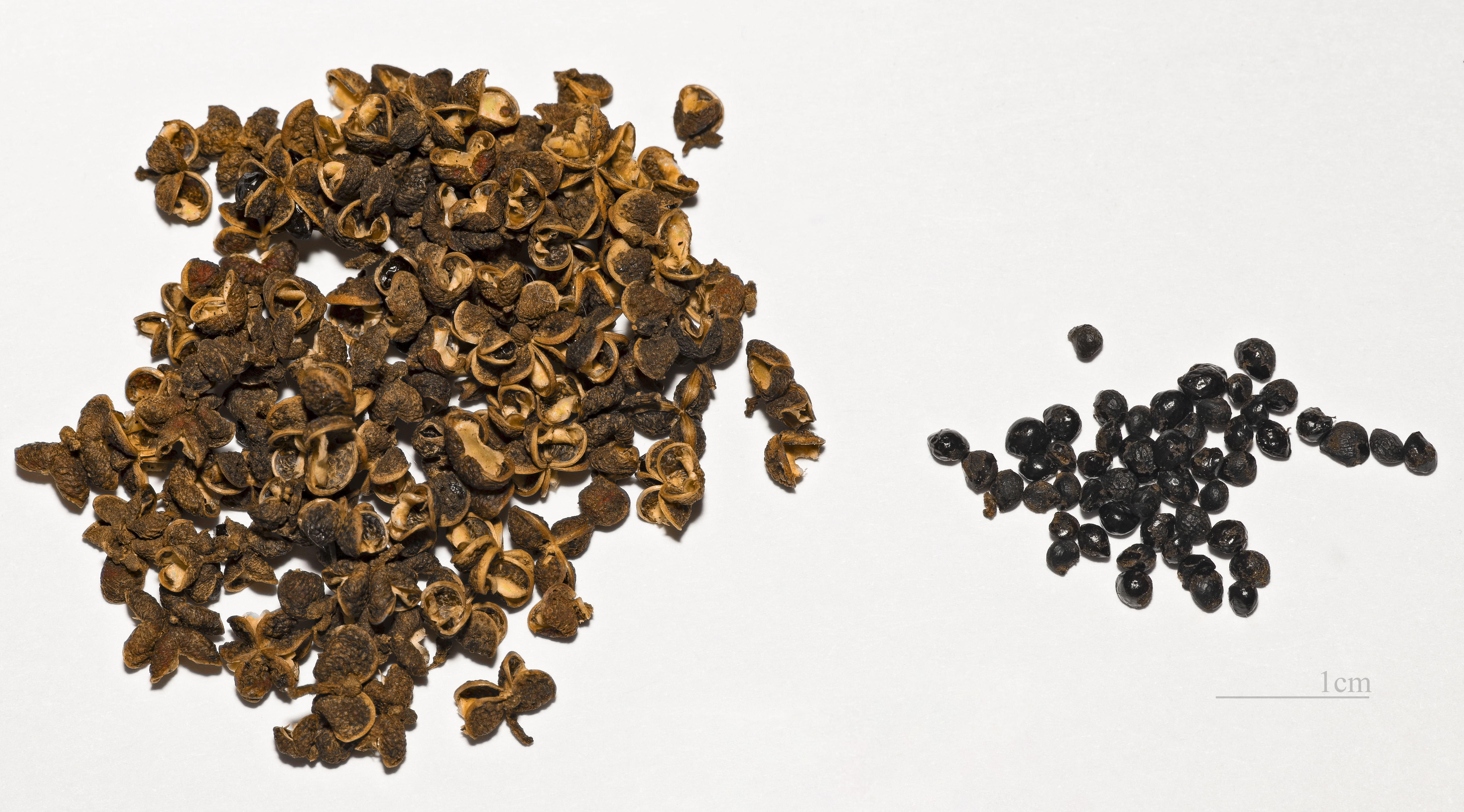
Zanthoxylum rhetsa

Zanthoxylum rhetsa är en vinruteväxtart som först beskrevs av William Roxburgh, och fick sitt nu gällande namn av Dc.. Zanthoxylum rhetsa ingår i släktet Zanthoxylum och familjen vinruteväxter. Inga underarter finns listade i Catalogue of Life.